# ハイチの進歩と発展のための戦線
ハイチの進歩と発展のための戦線（ハイチのしんぽとはってんのためのせんせん、FRAPH, Front for the Advancement and Progress of Haïti, Front pour l'Avancement et le Progrès Haitien）は1993年半ばに組織されたハイチでの死の部隊となった米国が後ろ盾となった準軍組織のうちの一つ。その標的は1991年9月29日のクーデターで8ヶ月足らずで職を逐われたカトリック司祭ジャン＝ベルトラン・アリスティド大統領への民衆の支持を切り崩すことであった。クーデターに伴い数百人のアリスティド支持者が殺され、多くの人々が難民となりドミニカ共和国や海外に逃れた。

## 結成
FRAPHは1992年以前よりCIAの情報提供者/スパイであったエマニュエル・"トト"・コンスタンにより創設された。CIAは1994年半ばに関係が終わったとしているが、その10月に在ハイチ米国大使館はコンスタンは「今や民主主義者に生まれ変わった」が元従業員であると明らかにしている。コンスタンによればアリスティドの出国から僅か後に、1989年から1992年までハイチに駐留していた米国防情報局 (DIA) の武官パトリック・コリンズ大佐から、アリスティドの運動と均衡できる戦線を組織して情報活動を行うように圧力を受けた。FRAPHのメンバーはアメリカ合衆国国際開発庁(USAID) によって作られた2つの社会サービス組織のために活動したと信じられており、また恐らく活動を続けている。その一つはハイチの貧困層の運動に関する記録を保存している。

## 米国の関与
1992年の大統領選挙でビル・クリントン候補はハイチに民主主義を再建すると公約した。彼は1993年に就任するとフロリダへの難民問題に取り組み始めた。クリントンはFRAPHと軍事政権を「武装した凶悪犯」以外の何者でもないと非難し、多国籍軍と協力して1,500人の部隊を派遣し、ジミー・カーター、サム・ナン、コリン・パウエルなどのハイレベルの外交団を送り、軍事政権に圧力をかけて国際的な制裁と圧力が結果を生まなかった後の1994年8月にアリスティドを政権に戻した。米軍と国連平和維持軍の駐留で平静と治安が回復されたが、調査したリサ・A・マクガワンは解散された軍や準軍組織の武装解除を米軍や多国籍軍が拒絶したのでそれもなし崩しになったと非難した。
[USAID]はハイチの司法システムを強化するための技術的支援に資金援助しているが、米国はハイチ政府の求める米国で収監されているFRAPH指導者コンスタンの殺人罪での引渡しを拒否している。その代わり米司法省は彼を釈放した。それどころかクリントン政権はハイチ政府にFRAPH幹部から押収された文書の検閲していない写しを提供することを拒んだ。それらの文書にはCIAなどがハイチの準軍組織と協力してきたことを証拠付けるものが含まれる疑いが強い。例えば、ある得られた文書は、CIAがコンスタンが1993年の法務相ギ・マラリの殺人に直接関与したのを知っていながら、1994年のアリスティドの復帰までその従業員であり続けたことを明らかにした。 
その後、米国政府が実際にFRAPHの創設と資金提供において重要な役割を演じたことが明白になった。調査報道家のアラン・ナイアンは1994年に『ザ・ネーション』誌にその記事を発表した。ナイアンは軍、準軍組織、情報機関、グリンベレー隊員への聴き取り、米国とハイチ軍の内部文書などをその「発見」の根拠とした。ナイアンは送還要請の前にメリーランドでコンスタンとも直接会って話を聴いている。コンスタンによればFRAPHとなるグループは米国防情報局に促されてつくった。そして1994年9月に米軍が占領すると「破壊活動」に対抗するために「我々の組織の他の者もDIAと一緒に活動した」。ナイアンが顔を合わせて会合を持ったと主張したことについてDIAに確認を求めたところ、コンスタントの接触を否定した。その説明を求めるとコンスタンはそれ以上話さなくなった。
コンスタンは1995年にCBSの『60 Minutes』に出演し、CIAが彼に月700$支払い、CIAとの関係のもとでFRAPHを結成したことを認めた。コンスタンによればFRAPHは「CIAとDIAの援助と資金により」創設された。(Miami New Times, 26 February 2004) 

1996年2月ニューヨークに本部を置く米国の憲法上の権利センターは米国がFRAPHの残虐行為を知りながら公式には否定していたことを示す公文書が機密解除とされたものを手に入れたと発表した。CCRの弁護士のマイケル・ラトナーは米国政府職員の態度を評して、
彼らは2枚舌で話す。このクーデターの間に、一方でハイチに民主主義を再建すると言い、もう一方でハイチの人々にテロ活動を行ったグループを支援してハイチの民主主義を台無しにした。
ラトナーによれば、アリスティドの左派ポピュリズムへの米国の疑念がより残虐な反アリスティド分子への支援を刺激した。ラトナーやナイアン、リサ・マクガワンのような観測者は、FRAPHのような反民主的な部隊への陰の援助が、アリステッドを復帰させる際にアリスティドの社会的な改革のための野心的なプログラムを断念させ、無情な経済改革を採用させる圧力に使われたと主張する。
ニューヨークに本部を置く「ハイチ人の権利のための国民連合」の顧問のビル・オネイルによれば、CIAとペンタゴンの支援は早いうちに「数ヶ月か数週間で[米国の支援]は大半が放棄された」と考える。しかしながら、オネイルは米国がコンスタンが逮捕される1995年まで完全にFRAPHとの関係を断ち切るのを渋っていたということに関しては高位の人物が隠れることを許すためだろうとの考えを表明した。